# Quintus Fabius Dioc(…)
Quintus Fabius Dioc[…] war ein antiker römischer Toreut (Metallbildner), wahrscheinlich in der zweiten Hälfte des 1. Jahrhunderts in Kampanien tätig.
Quintus Fabius Dioc[…] ist heute nur noch aufgrund eines unvollständigen Signaturstempels auf einem Bronzeeimer bekannt. Diese wurde in der Mèves bei Nevers in Frankreich gefunden. Heute befindet sich das Stück im Museum Lugdunum in Lyon. Die Signatur lautet lateinisch Q FABI DIOC, ergänzt Q(uinti) Fabi Dioc[…]. Signierte Bronzeeimer wie der des Quintus Fabius Dioc[…] sind sehr selten im Vergleich zu Kasserollen, Badeschalen, Sieben und Kellen. Mit Quintus Fabius Secundus und Spurius Fabius Nymphodotus sind zwei weitere Fabier als Toreuten belegt, wobei zumindest Ersterer wahrscheinlich auch in Kampanien produzierte.

## Einzelbelege
1. ↑  Inventarnummer Br. 154–155; Richard Petrovszky: Studien zu römischen Bronzegefäßen mit Meisterstempeln. Leidorf, Buch am Erlbach 1993, S. 259, Nr. F.01.01; CIL 13, 10027,023.

| Personendaten    | Personendaten                              |
| ---------------- | ------------------------------------------ |
| NAME             | Fabius Dioc[…], Quintus                    |
| ALTERNATIVNAMEN  | Dioc[…], Quintus Fabius                    |
| KURZBESCHREIBUNG | antiker römischer Toreut                   |
| GEBURTSDATUM     | 1. Jahrhundert v. Chr. oder 1. Jahrhundert |
| STERBEDATUM      | 1. Jahrhundert oder 2. Jahrhundert         |